# Radków (stacja kolejowa)
Radków − zlikwidowana stacja kolejowa w Radkowie, w Polsce, w województwie dolnośląskim, w powiecie kłodzkim.
Budynek dworca, wzorowany na norweskim domu rolniczym, powstał w 1903 roku.
Istniejące od 1903 r. połączenie kolejowe ze Ścinawką Średnią zostało w 1987 r. zawieszone. We wrześniu 1999 r. tory na całym odcinku rozebrano.